# جوزيف ستيفان
جوزيف ستيفان (24 مارس 1835-7 يناير 1893) فيزيائي، رياضياتي، وشاعر نمساوي.

## حياته و أعماله
ولد ستيفان في قريه سان بيتر لأبيه (اليكساندر) و أمه ماريا ستارتينيك، تزوج أبويه عندما بلغ من العمر الحادية عشر، آل ستيفان كانو عائله متواضعه، أبيه كان يعمل مساعد في البريد و أمه كانت تعمل كخادمه، والد ستيفان توفي في عام 1872 و توفت أمه قبله بما يقارب العشرة اعوام في عام 1863.
ارتاد ستيفان المدرسة الأبتدائيه في كلاجينفورت، حينما اظهر نبوغاً شديداً, فأشارو عليه بأكمال تعليمه، ففي عام 1845 ذهب الي المدرسة الثانوية، بعد ان تخرج -الأول علي دفعته- من الثانوية، قرر الألتحاق بالرهبنة البندكتية لكن في تلك الفترة، ظهر حبه لدراسه الفيزياء، ذهب لفيينا في عام 1853 لدرسه الفيزياء والرياضيات, تخرج بعدها ستيفان من جامعة فيينا في عام 1857, في خلال سنين دراسته، كتب العديد من القصائد الشعرية، وقد درس الفيزياء في جامعه فيينا، وكان رئيس معهد الفيزياء من 1866, وقد شغل منصب نائب رئيس اكادميه فيينا للعلوم وكان عضواً في الكثير من المعاهد العلمية في أوروبا.

## اسمه
في الفيزياء، تم إطلاق اسمه على العديد من المفاهيم بعد موته، وعلى وجه الخصوص:
- مشكلة ستيفان
- معادلة ستيفان
- صيغة ستيفان
- تدفق ستيفان
- عدد ستيفان
- قوة ستيفان
- ومعهد جوزيف ستيفان سمى أيضا على اسمه.